# Очаг (фильм, 1919)
«Очаг» (фр. L'âtre, 1919) — французский художественный фильм Робера Будриоза. В СССР фильм шёл с 1925 по 1930 г. п/н "Очаг", "Старые устои", "Власть земли", "Любовь пасынка". Фильм хранится в ГФФ и Французской Синематеке.

## Сюжет
Фильм начинается со сцены, в которой отчаявшаяся мать кончает жизнь самоубийством в сочельник.
Жан и Бернар — родные братья, сражающиеся за сердце прекрасной Анетт. Жан, выдающийся скульптор, переезжает в Париж. Бернар воспринимает это как предательство.
Жан продолжает сражаться за сердце Анетт. Анетт пишет ему письмо, но Бернар перехватывает его и уничтожает.

## Художественные особенности
- В фильме показано сравнение Парижа и деревни, причём не в пользу Парижа.
- После смерти бабушки братьев показана длительная сцена её похорон с выдающимися мизансценами.